# Об'єднана німецька команда
Об'єднана німецька команда (ОНК) — команда в 1956–1964 роках, у складі якої спільно виступали спортсмени ФРН, НДР та Західного Берліна (на літніх іграх 1956 року — також і Саару), а також на офіційних міжнародних змаганнях у деяких видах спорту (наприклад, у гандболі, легкій атлетиці).
За час існування Об'єднана німецька команда завоювала на Олімпійських іграх 36 золотих, 58 срібних і 41 бронзову медаль, посівши 3-є місце у неофіційному командному заліку на літніх Іграх 1960 і 1964 років.

## Історія
На зимових та літніх Іграх 1952 року від Німеччини виступали 2 команди — ФРН і французького протекторату Саар, національні олімпійські комітети були визнані у 1950 році.
У 1955 році Міжнародний олімпійський комітет визнав НОК НДР з умовою, що спортсмени НДР виступатимуть об'єднаною командою з ФРН. Склад команди визначався за результатами спеціальних відбіркових змагань.
НОК Саара, хоча і отримав запрошення на ігри 1956 року, Однак 21 вересня НОК заявив про саморозпуск (формально саморозпуск вібувся у 1957 році; у тому ж році Саар був приєднаний до ФРН), і спортсмени Саара виступали у складі ОНК. Представниця Саара Тереза Ценц завоювала срібну медаль у веслуванні на байдарках.
У 1965 році МОК дозволив НДР виступати самостійною командою.

## Атрибутика
У 1956 році як прапор використовувався прапор Німеччини. У 1959 році був прийнятий окремий прапор НДР, у зв'язку з чим виникла необхідність створення спеціального прапора ОНК. Ним став чорно-червоно-золотий прапор Німеччини з білими олімпійськими кільцями на червоній смузі.
Як гімн використовувалася «Ода до радості» Бетховена.
Хоча на зимових та літніх іграх 1968 року спортсмени ФРН і НДР були представлені окремими командами, вони як і раніше виступали під прапором ОНК і «Одою до радості» як гімну.
Під час Олімпійських ігор 1956–1964 для ОНК використовувався код МОК GER; пізніше МОК офіційно затвердив інший код — EUA (фр. Equipe Unifiée Allemande).

## ОНК на літніх Олімпійських іграх
|                      | 1-е місце | 2-е місце | 3-е місце | 4-е місце | 5-е місце | 6-е місце ОНК | Очки  | Кількість спортсменів |
| 1956                 | 1956      | 1956      | 1956      | 1956      | 1956      | 1956          | 1956  | 1956                  |
| -------------------- | --------- | --------- | --------- | --------- | --------- | ------------- | ----- | --------------------- |
|                      | 6         | 13        | 7         | 14        | 11        | 10            | 206   |                       |
| ФРН (включаючи Саар) | 5         | 9         | 5         | 12        | 6         | 4             | 149,5 | 79 %                  |
| НДР                  | 1         | 4         | 2         | 2         | 5         | 5             | 55,5  | 21 %                  |
| змішані команди      |           |           |           |           |           |               |       |                       |
| 1960                 |           |           |           |           |           |               |       |                       |
|                      | 12        | 19        | 11        | 13        | 5         | 9             | 280,5 |                       |
| ФРН                  | 9         | 10        | 4         | 10        | 3         | 5             | 170   | 59 %                  |
| НДР                  | 2         | 9         | 7         | 3         | 2         | 4             | 103,5 | 41 %                  |
| змішані команди      | 1         | —         | —         | —         | —         | —             | 7     |                       |
| 1964                 |           |           |           |           |           |               |       |                       |
|                      | 10        | 22        | 18        | 13        | 15        | 21            | 337,5 |                       |
| ФРН                  | 7         | 10        | 13        | 2         | 9         | 15            | 186,5 | 48 %                  |
| НДР                  | 3         | 8         | 3         | 11        | 5         | 5             | 120   | 52 %                  |
| змішані команди      |           |           |           |           |           |               |       |                       |

### Олімпійські ігри 1956
Об'єднана німецька команда завоювала 6 золотих, 13 срібних, 7 бронзових медалей:
- «золото» 
  - Бокс — найлегша вага — Вольфґанґ Берендт (НДР)
  - Гімнастика — опорний стрибок — Гельмут Бантц (ФРН)
  - Веслування на байдарках і каное — K-2, 1000 м — Міхель Шойер, Мейнрад Мілтенберґер (ФРН)
  - Кінний спорт — подолання перешкод, особиста першість — Ганс-Ґюнтер Вінклер (ФРН)
  - Кінний спорт — подолання перешкод, командна першість — команда ФРН (Ганс-Ґюнтер Вінклер, Фріц Тідеман, Альфонс Лютко-Вестхюес)
  - Плавання — 400 м, вільний стиль (жінки) — Урсула Гаппе (ФРН)

- «срібло» 
  - Бокс — легкий вага — Гаррі Куршат (ФРН)
  - Боротьба — греко-римський стиль, важка вага — Вільфрід Дітріх (ФРН)
  - Академічне веслування — двійка з рульовим — команда ФРН (Карл-Гайнц фон Ґроддек, Горст Арндт, Райнер Борковські)
  - Веслування на байдарках і каное — K-2, 10000 м — Фріц Бриль, Теодор Кляйне (ФРН)
  - Веслування на байдарках і каное — K-1, 500 м (жінки) — Тереза Ценц (Саар)
  - Кінний спорт — виїздка, командна першість — команда ФРН (Лізелот Лінзенхоф, Ханнелоре Вейгант, Аннелізе Кюпперс)
  - Кінний спорт — триборство, особиста першість — серпні Лютко-Вестхюес (ФРН)
  - Кінний спорт — триборство, командна першість — команда ФРН (серпні Лютко-Вестхюес, Отто Роте, Клаус Вагнер)
  - Легка атлетика — біг 400 м — Карл-Фрідріх Гаас (ФРН)
  - Легка атлетика — біг 1500 м — Клаус Ріхтценхайн (НДР)
  - Легка атлетика — біг 100 м (жінки) — Кріста Штубнік (НДР)
  - Легка атлетика — біг 200 м (жінки) — Кріста Штубнік (НДР)
  - Легка атлетика — біг 80 м з бар'єрами (жінки) — Гізела Келер (НДР)

- «бронза» 
  - Велоспорт — групові шосейні перегони, командний залік — команда НДР (Горст Тюллер, Густав-Адольф Шур, Райнхольдт Поммер)
  - Веслування на байдарках і каное — K-1, 10000 м — Міхель Шойер (ФРН)
  - Кінний спорт — виїздка, особиста першість — Лізелот Лінзенхоф (ФРН)
  - Легка атлетика — естафета 4×100 м — команда ФРН (Лотар Кнерцер, Леонард Поль, Хайнц Фюттерер, Манфред Гермар)
  - Легка атлетика — штовхання ядра (жінки) — Маріанна Вернер (ФРН)
  - Плавання — 400 м, вільний стиль (жінки) — Ева-Марія тен Ельзі (НДР)
  - Хокей на траві —  збірна ФРН

### Олімпійські ігри 1960
Об'єднана німецька команда завоювала 12 золотих, 19 срібних, 11 бронзових медалей:
- «золото»
  - Боротьба — вільний стиль, важка вага — Вілфрід Дітріх (ФРН)
  - Академічне веслування — двійка з рульовим — команда ФРН (Бернхард Кнубель, Хайнц Реннеберг, Клаус Цертій)
  - Академічне веслування — четвірка з рульовим — команда ФРН (Герд Цінтль, Хорст Еффертца, Клаус Рікеман, Юрген літци, Міхаель Обст)
  - Академічне веслування — вісімка — команда ФРН (Клаус Біттнер, Карл-Хайнц Хопп, Ханс Ленк, Манфред Рульффс, Франк Шепке, Крафт Шепке, Вальтер Шредер, Карл-Хайнц фон Гроддек, Вілі Падге)
  - Веслування на байдарках і каное — K-1, естафета 4 × 500 м — команда (Пауль Ланге/ФРН/, Гюнтер Перлеберг/НДР/, Фрідхельм Вентцке/ФРН/, Дітер Краузе/НДР/)
  - Кінний спорт — подолання перешкод, командна першість — команда ФРН (Ханс-Гюнтер Вінклер, Фріц Тідеман, Альвін Шокемеле)
  - Легка атлетика — біг 100 м — Армін Харі (ФРН)
  - Легка атлетика — естафета 4×100 м — команда ФРН (Бернд Кульман, Армін Харі, Вальтер Малендорф, Мартін Лауер), з рекордом світу
  - Стрибки у воду — трамплін (жінки) — Інгрід Кремер (НДР)
  - Стрибки у воду — вишка (жінки) — Інгрід Кремер (НДР)
  - Стрільба кульова — малокаліберна гвинтівка, лежачи 60 пострілів — Петер Конці (ФРН)
  - Фехтування — рапіра (жінки), особиста першість — Хайді Шмід (ФРН)

- «срібло»
  - Боротьба — греко-римський стиль, 2-й напівсередній вага — Гюнтер Марічніг (ФРН)
  - Боротьба — греко-римський стиль, середня вага — Лотар Метц (НДР)
  - Боротьба — греко-римський стиль, важка вага — Вілфрід Дітріх (ФРН)
  - Велоспорт — гіт з місця 1000 м — Дітер Гізелер (ФРН)
  - Велоспорт — спринтерські перегони на тандемах 2000 м — Юрген Симон, Лотар Штебер (НДР)
  - Велоспорт — командні перегони переслідування 4000 м — команда НДР ( Зігфрід Келер, Петер Гренінг, Манфред Климе, Бернд Барлебен)
  - Велоспорт — командна шосейні перегони 100 км — команда НДР (Густав-Адольф Шур, Егон Адлер, Еріх Хаген, Гюнтер Лерка)
  - Академічне веслування — одиночка — Ахім Хілл (НДР)
  - Веслування на байдарках і каное — K-1, 500 м (жінки) — Тереза Ценц (ФРН)
  - Веслування на байдарках і каное — K-2, 500 м (жінки) — Тереза Ценц, Інгрід Гартман (ФРН)
  - Легка атлетика — біг 400 м — Карл Кауфман (ФРН)
  - Легка атлетика — біг 5000 м — Ганс Гродоцкі (НДР)
  - Легка атлетика — біг 10000 м — Ганс Гродоцкі (НДР)
  - Легка атлетика — естафета 4×400 м — команда ФРН (Ганс-Йоахім Ряске, Манфред Кіндер, Йоханнес Кайзер, Карл Кауфман)
  - Легка атлетика — метання списа — Вальтер Крюгер (НДР)
  - Легка атлетика — біг 200 м (жінки) — Ютта Гайне (ФРН)
  - Легка атлетика — естафета 4×100 м (жінки) — команда ФРН (березень Лангбайн, Анни Біхль, Брунхільда Хендрікс, Ютта Хайне)
  - Легка атлетика — штовхання ядра (жінки) — Йоганна Люттге (НДР)
  - Плавання — 200 м, брас (жінки) — Вілтруд Урзельман (ФРН)

- «бронза»
  - Бокс — важка вага — Гюнтер Зигмунд (НДР)
  - Кінний спорт — виїздка, особиста першість — Йозеф Неккерман (ФРН)
  - Легка атлетика — біг 800 м (жінки) — Урсула Донат (НДР)
  - Легка атлетика — біг 80 м з бар'єрами (жінки) — Гізела Біркемейер-Келер (НДР)
  - Легка атлетика — стрибки в довжину (жінки) — Хілдрун Клаус (НДР)
  - Плавання — 200 м, брас (жінки) — Барбара Гебель (НДР)
  - Плавання — естафета 4×100 м, вільний стиль (жінки) — команда НДР (Крістель Штеффін, Хайді Пехштайн, Гізела Вайс, Урсула Брюннер)
  - Плавання — комбінована естафета 4×100 м (жінки) — команда НДР (Інгрід Шмідт, Урсула Кюпер, Бербель Фурман, Урсула Брюннер)
  - Стрільба кульова — малокаліберна гвинтівка, 3×40 пострілів — Клаус Церінгер (ФРН)
  - Фехтування — рапіра, командна першість — команда ФРН (Юрген Брехт, Тім Герресхайм, Еберхард Мехль, Юрген Тойеркауф)
  - Вітрильний спорт — клас «Летючий голландець» — екіпаж ФРН (Рольф Мулк, Інго тло Бредов)

### Олімпійські ігри 1964
Об'єднана німецька команда завоювала 10 золотих, 22 срібних, 18 бронзових медалей:
- «золото»
  - Велоспорт — командні перегони переслідування 4000 м — команда ФРН (Лотар Клесгес, Карлхайнц Хенрікс, Карл Лінк, Ернст Штренг)
  - Академічне веслування — четвірка з рульовим — команда ФРН (Петер Нойзель, Бернхард Бріттінг, Йоахім Вернер, Егберт Хіршфельдер, Юрген Ельке)
  - Веслування на байдарках і каное — C-1, 1000 м — Юрген Ешерт (НДР)
  - Веслування на байдарках і каное — K-2, 500 м (жінки) — Росіта Есер, Анна-Марія Циммерман (ФРН)
  - Кінний спорт — виїздка, командна першість — команда ФРН (Харрі Больдт, Райнер Климко, Йозеф Неккерман)
  - Кінний спорт — подолання перешкод, командна першість — команда ФРН (Герман Шрідде, Курт Ярасінскі, Ганс-Гюнтер Вінклер)
  - Легка атлетика — десятиборство — Вільгельм Хольдорф (ФРН)
  - Легка атлетика — біг 80 м з бар'єрами (жінки) — Карін Бальцер (НДР)
  - Вітрильний спорт — клас «Фінн» — Вільхельм Кувайде (ФРН)
  - Стрибки у воду — трамплін (жінки) — Інгрід Енгель-Кремер (НДР)

- «срібло»
  - Бокс — 2-й напівсередній вага —  Еміль Шульц (ФРН)
  - Бокс — важка вага — Ганс Хубер (ФРН)
  - Боротьба — вільний стиль, 1-й напівсередній вага — Клаус-Юрген Зростання (ФРН)
  - Гімнастика — опорний стрибок (жінки) — Біргіт Радохла (НДР)
  - Академічне веслування — одиночка — Ахім Хілл (НДР)
  - Академічне веслування — вісімка — команда ФРН (Клаус Еффке, Клаус Біттнер, Карл Хайнц фон Гроддек, Ганс-Юрген Вальбрехт, Клаус Біренс, Юрген Шредер, Юрген Плагеман, Хорст Майер, Томас Аренс)
  - Веслування на байдарках і каное — K-2, 1000 м — команда (Гюнтер Перлеберг/НДР/, Бернхард Шульце/ФРН/, Фрідхельм Вентцке/ФРН/, [[Хольгер Цандер/ФРН/)
  - Дзюдо — середня вага — Вольфганг Хоффман (ФРН)
  - Кінний спорт — виїздка, особиста першість — Харрі Больдт (ФРН)
  - Кінний спорт — подолання перешкод, особиста першість — Герман Шрідде (ФРН)
  - Легка атлетика — біг 5000 м — Харальд Норпот (ФРН)
  - Легка атлетика — ходьба 20 км — Дітер Лінднер (НДР)
  - Легка атлетика — стрибки з жердиною — Вольфганг Райнхардт (ФРН)
  - Легка атлетика — штовхання ядра (жінки) — Ренате Гаріш (НДР)
  - Легка атлетика — метання диску (жінки) — Інгрід Лотц (НДР)
  - Вітрильний спорт — клас «Дракон» — екіпаж НДР (Петер Аренд, Вільфрід Лоренц, Ульріх Менса)
  - Плавання — 200 м, вільний стиль — Франк Віганд (НДР)
  - Плавання — естафета 4×100 м, вільний стиль — команда (Хорст Леффлер, Франк Віганд/НДР/, Уве Якобсен, Ганс-Йоахім Кляйн/ФРН/)
  - Плавання — естафета 4×200 м, вільний стиль — команда (Хорст-Гюнтер Грегор/НДР/, Герхард Хетц/ФРН/, Франк Віганд/НДР/, Ганс -Йоахім Кляйн/ФРН/)
  - Плавання — комбінована естафета 4×100 м — команда (Ернст-Йоахім Кюпперс/ФРН/, Егон Хеннінгер/НДР/, Хорст-Гюнтер Грегор/НДР/, Ганс-Йоахім Кляйн/ФРН/)
  - Стрибки у воду — вишка (жінки) — Інгрід Енгель-Кремер (НДР)
  - Фехтування — рапіра (жінки), особиста першість — Хельга Маєс (ФРН)

- «бронза»
  - Бокс — напівлегкій вага — Хайнц Шульц (НДР)
  - Боротьба — греко-римський стиль, середня вага — Лотар Метц (НДР)
  - Боротьба — греко-римський стиль, напівважка вага — Хайнц Кіль (ФРН)
  - Боротьба — греко-римський стиль, важка вага — Вілфрід Дітріх (ФРН)
  - Велоспорт — спринтерські перегони на тандемах 2000 м — Вілі Фуггерер, Клаус Кобуш (ФРН)
  - Гімнастика — командна першість — команда (Зігфрід Фюлле/НДР/, Клаус Кестен/НДР/, Ервін Копе, Петер Вебер/НДР/, Філіпп Фюрст /ФРН/, Гюнтер Лис)
  - Академічне веслування — двійка без рульового — команда ФРН (Міхаель Шванн, Вольфганг Хоттенротт)
  - Веслування на байдарках і каное — K-2, 1000 м — Хайнц Бюкер, Хольгер Цандер (ФРН)
  - Дзюдо — абсолютна категорія — Клаус Глан (ФРН)
  - Кінний спорт — триборство, особиста першість — Фріц Ліггес (ФРН)
  - Кінний спорт — триборство, командна першість — команда (Фріц Ліггес/ФРН/, Хорст Карстен/ФРН/, Герхард Шульц/НДР/)
  - Легка атлетика — стрибки з жердиною — Клаус Ленерц (ФРН)
  - Легка атлетика — метання молота — Уве Байєр (ФРН)
  - Легка атлетика — десятиборство — Ганс-Йоахім Вальді (ФРН)
  - Плавання — 100 м, вільний стиль — Ганс-Йоахім Кляйн (ФРН)
  - Плавання — 400 м, комплексне плавання — Герман Хетц (ФРН)
  - Фехтування — рапіра (жінки), командна першість — команда ФРН (Хайді Шмід, Хельга Меєса, Роземарі Шербергер, Гудрун Тойеркауф)
  - Футбол —  збірна НДР

## ОНК на зимових Олімпійських іграх
|                 | 1-і місця | 2-і місця | 3-і місця | 4-і місця | 5-і місця | 6-і місця | Очки |  |
| 1956            | 1956      | 1956      | 1956      | 1956      | 1956      | 1956      | 1956 |  |
| --------------- | --------- | --------- | --------- | --------- | --------- | --------- | ---- |  |
|                 | 1         | —         | 1         | 2         | 1         | 2         | 21   |  |
| ФРГ             | 1         | —         | —         | 2         | 1         | 2         | 17   |  |
| НДР             | —         | —         | 1         | —         | —         | —         | 4    |  |
| 1960            |           |           |           |           |           |           |      |  |
|                 | 4         | 3         | 1         | 1         | 3         | 3         | 58,5 |  |
| ФРГ             | 2         | 2         | 1         | 1         | 2         | 3         | 37,5 |  |
| НДР             | 2         | 1         | —         | —         | —         | —         | 19   |  |
| змішані команди | —         | —         | —         | —         | 1         | —         | 2    |  |
| 1964            |           |           |           |           |           |           |      |  |
|                 | 3         | 3         | 3         | 6         | 6         | 2         | 80   |  |
| ФРГ             | 1         | 1         | 3         | 2         | 4         | 1         | 39   |  |
| НДР             | 2         | 2         | —         | 3         | 2         | 1         | 38   |  |
| змішані команди | —         | —         | —         | 1         | —         | —         | 3    |  |

### Зимові Олімпійські ігри 1956
Об'єднана німецька команда завоювала 1 золоту і 1 бронзову медаль:
- «золото»
  - Гірськолижний спорт — гігантський слалом (жінки) — Роза Райхерт (ФРН)

- «бронза»
  - Лижний спорт — стрибки з трампліну — Харрі Гласс (НДР)

### Зимові Олімпійські ігри 1960
Об'єднана німецька команда завоювала 4 золоті, 3 срібні, 1 бронзову медаль:
- «золото»
  - Гірськолижний спорт — швидкісний спуск (жінки) — Хайді Біблії (ФРН)
  - Ковзанярський спорт — 500 м (жінки) — Хельга Гаасе (НДР)
  - Лижний спорт — стрибки з трампліну — Хельмут Рекнагель (НДР)
  - Лижний спорт — північне двоєборство — Георг Тома (ФРН)

- «срібло»
  - Гірськолижний спорт — швидкісний спуск — Ганс Петер Ланіг (ФРН)
  - Ковзанярський спорт — 1000 м (жінки) — Хельга Гаасе (НДР)
  - Фігурне катання — парне катання — Маріка Киліус, Ганс-Юрген Боймлер (ФРН)

- «бронза»
  - Гірськолижний спорт — спеціальний слалом (жінки) — Барбі Хеннебергер (ФРН)

### Зимові Олімпійські ігри 1964
Об'єднана німецька команда завоювала 3 золоті, 3 срібні і 3 бронзові медаль:
- «золото»
  - Санний спорт — одномісні сани — Томас Келер (НДР)
  - Санний спорт — одномісні сани (жінки) — Ортрун Ендерляйн (НДР)
  - Фігурне катання — чоловіче одиночне катання — Манфред Шнельдорфер (ФРН)

- «срібло»
  - Санний спорт — одномісні сани — Клаус Бонзак (НДР)
  - Санний спорт — одномісні сани (жінки) — Ільзе Гайслер (НДР)
  - Фігурне катання — парне катання — Маріка Киліус, Ганс-Юрген Боймлер[a 2] (ФРН)

- «бронза»
  - Гірськолижний спорт — швидкісний спуск — Вольфганг Бартельс (ФРН)
  - Лижний спорт — північне двоєборство — Георг Тома (ФРН)
  - Санний спорт — одномісні сани — Ганс Пленк (ФРН)

## ОНК у легкій атлетиці
Легка атлетика була одним з небагатьох видів спорту, де у 1956–1964 роках спортсмени ФРН і НДР виступали єдиною командою не тільки на Олімпійських іграх, а й на інших офіційних міжнародних змаганнях — чемпіонатах Європи (1958 і 1962). При цьому в естафетах (як і в легкоатлетичних змаганнях Олімпійських ігор) виступали не спільні команди, а команди, які перемогли у відборі.
На обох чемпіонатах у неофіційному командному заліку ОНК зайняла 2-е місце після збірної СРСР (за кількістю золотих медалей ОНК поступилася), проте на чемпіонаті Європи 1962 року у неофіційному командному заліку у жінок ОНК вийшла на перше місце.
|      | 1-і місця | 2-і місця | 3-і місця | 4-і місця | 5-і місця | 6-і місця | Очки  |  |
| 1958 | 1958      | 1958      | 1958      | 1958      | 1958      | 1958      | 1958  |  |
| ---- | --------- | --------- | --------- | --------- | --------- | --------- | ----- |  |
|      | 6         | 5         | 10        | 5         | 4         | 5         | 135   |  |
| ФРГ  | 6         | 3         | 6         | 4         | 1         | 2         | 97    |  |
| НДР  | —         | 2         | 4         | 1         | 3         | 3         | 38    |  |
| 1962 |           |           |           |           |           |           |       |  |
|      | 4         | 11        | 7         | 11        | 4         | 3         | 154,5 |  |
| ФРГ  | 3         | 5         | 6         | 7         | 2         | 2         | 97    |  |
| НДР  | 1         | 6         | 1         | 4         | 2         | 1         | 57,5  |  |

Чемпіонами Європи стали:
- 1958
  - Чоловіки — Армін Харі (100 м), Манфред Гермар (200 м), Мартін Лауер (110 м з бар'єрами), команда ФРН (4×100 м)
  - Жінки — Лізель Якобі (стрибки в довжину), Маріанна Вернер (штовхання ядра)
- 1962
  - Чоловіки — Манфред Матушевський (800 м — став першим чемпіоном Європи з легкої атлетики з НДР), команди ФРН (4×100 м і 4×400 м)
  -  Жінки — Ютта Хайне (200 м)

## ОНК в гандболі
У чемпіонатах світу з гандболу, що проводилися у 1958–1962 роках, для ФРН і НДР виділялося одне місце; з 1963 року ці держави стали виступати незалежно одна від одної.
Чемпіонат світу серед чоловіків по гандболу 7×7
- 1958 — 3-є місце — ОНК
- 1961 -4-е місце- ОНК

Чемпіонат світу серед чоловіків з гандболу 11×11
- 1959 — чемпіон — ОНК

Чемпіонат світу серед жінок по гандболу 7×7
- 1962 — відбір за сумою двох матчів (2:4 і 10:6) виграла збірна ФРН (яка зайняла у результаті 8-е місце).

Чемпіонат світу серед жінок з гандболу 11×11
- 1960 — 3-е місце — ОНК

## Виноски
1. 1 2 3 4  Очки у неофіційному командному заліку, поширеному в 1920-1980-і роки. 
 Очки нараховувалися за перші 6 місць за системою: 7-5-4-3-2-1.
2. ↑  У 1966 році М. Киліус і Х.-Ю. Боймлер були позбавлені медалей за порушення аматорського статусу: стало відомо, що вони підписали професійні контракти до виступу на Іграх. У 1987 році медалі повернули, однак у багатьох офіційних списках результатів друге місце як і раніше вказується як вакантне.